# پست‌بوم توران

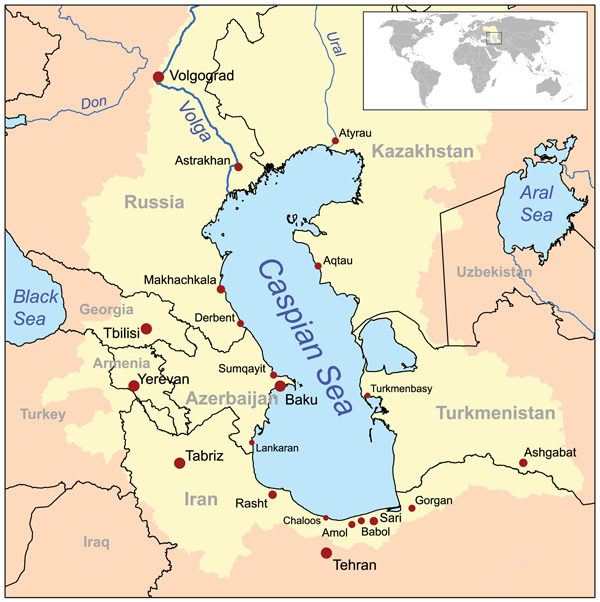
حوضه آبریز دریای کاسپین (بخش زردرنگ)

پست‌بوم توران، دشت توران یا حوضه آبریز توران یک پست‌بوم و فرورفتگی بیابانی کم‌ارتفاع است که از جنوب ترکمنستان تا ازبکستان و قزاقستان امتداد دارد. این ناحیه از شرق به دریای کاسپین و از جنوب‌شرق به دریاچه آرال می‌رسد و بخشی از پست‌بوم آرال - کاسپین به شمار می‌آید. بخش‌هایی از آن تا سطح دریا نیز گسترش می‌یابد. این پست‌بوم یکی از بزرگ‌ترین مناطق شنزاری در جهان است. در این ناحیه به طور میانگین، کمتر از ۱۵ اینچ (۳۸۱ میلی‌متر) در سال بارش دارد. بیابان قره‌قوم در بخش جنوبی پست‌بوم توران قرار دارد.
سه شهر بزرگ قرار گرفته در این پست‌بوم عبارتند از داش‌اغوز در ترکمنستان، گرگانج و نوکوس در ازبکستان‌؛ همچنین مکانی به نام وپادینا آچانایا در ترکمنستان ۲۶۷ فوت (۸۱ متر) از سطح آب‌های آزاد فاصله دارد. رود آمودریا در جهت جنوب‌شرق-شمال‌غرب از دشت‌های این پست‌بوم گذر می‌کند.